# Missionare und Missionarinnen auf Zeit
Missionare und Missionarinnen auf Zeit (kurz MaZ) werden junge Menschen genannt, die einen ein- bis fünfjährigen Auslandseinsatz über einen deutschen Missionsorden unter dem Motto „Mitleben, Mitbeten, Mitarbeiten“ absolvieren.
Dieser Dienst wird in Deutschland oft von Jungen als Anderer Dienst im Ausland angetreten.

## Geschichte
Seit dem Katholikentag 1980 in Berlin gibt es die Idee der Missionare auf Zeit. Damals traten einige Jugendliche mit der Bitte an die Missionsorden, einige Zeit mit der Ordensgemeinschaft in einem anderen Land zu leben und zu arbeiten. Daraufhin entwickelten einige Missionsorden in Deutschland zusammen mit dem Deutschen Katholischen Missionsrat zwei Modelle für ein Mitleben, Mitbeten und Mitarbeiten in einem anderen Land. Dabei wird unterschieden zwischen Modell 1 für einjährige, Modell 2 für ein 14-monatigen Dienst als „Anderer Dienst im Ausland“ und Modell 3 für langfristige drei bis fünfjährige Einsätze.
Seitdem haben sich über 2000 junge Menschen beteiligt. Mittlerweile ist die Zahl der Missionare auf Zeit in Deutschland so groß, dass es eine organisierte Gruppe gibt, die sich um die Rückkehrerarbeit kümmert, Bildungsarbeit betreibt und vor allem über das Projekt und das Leben in anderen Kulturen informiert.

## MaZ-Orden
- Arme Schulschwestern v.U.L.Fr.
- Comboni - Missionare
- Don Bosco Schwestern / VIDES
- Franziskaner
- Franziskanerinnen von Reute
- Franziskanerinnen von Salzkotten
- Franziskanerinnen von Waldbreitbach
- Franziskanerinnen von Bonlanden
- Herz Jesu Priester
- Missions-Benediktinerinnen
- Missionsdominikanerinnen
- Missionsschwestern von der unbefl. Empfängnis
- Pallottiner
- Pallottinerinnen (Missionsschwestern vom Katholischen Apostolat)
- Schwestern der hl. Maria Magdalena Postel
- Schwestern Unserer Lieben Frau
- Missionsschwestern vom Kostbaren Blut
- Spiritaner und Spiritanerinnen
- Steyler Missionare (Deutschland, Schweiz, Österreich, Südtirol)
- Steyler Missionsschwestern (Deutschland, Schweiz, Österreich, Südtirol)